# アクシス銀行
アクシス銀行（英語: Axis Bank Limited）は、インドの商業銀行。

## 概要
インドの民間銀行において総資産および預金量で第3位の銀行である。小売向け銀行部門、企業向け銀行部門、トレジャリー部門、その他銀行サービスの4部門から成る。インド国内の他シンガポール、香港、ドバイ、上海、コロンボ等に支店を、ロンドンに子会社を持つ。